# Пэннинг
Пэннинг (англ. panning, biopanning) — метод молекулярной биологии для отбора из большого количества сходных биообъектов (пептидов, белков, фагов), названный так по аналогии с промывкой золотоносного песка в лотке (англ. panning), где биообъекты «просеивают» на сорбенте или подложке, содержащих иммобилизованный лиганд. Часто используют для отбора из библиотек биомолекул, которые могут содержать огромное их разнообразие, порядка 1010 различных видов молекул в библиотеке.

## Описание
Типичным примером является иммобилизация антигена на планшете, гранулах и т. п. с последующим добавлением фаговой библиотеки антител и связыванием специфичных антител с антигеном и дальнейшей отмывкой и элюцией специфичных молекул.
В настоящее время существует несколько разновидностей пэннинга: классический пэннинг на подложке, пэннинг в растворе и клеточный пэннинг. Пример пэннинга на подложке описан выше. При пэннинге в растворе сначала в растворе проводят взаимодействие специфичные молекул с лигандом, а потом проводят осаждение образовавшихся комплексов. При клеточном пэннинге в качестве подложки используют клетки, которые нагружают лигандом, с которым затем связывается специфичные молекулы. Затем проводят выделение клеток со связавшимися молекулами и выделение специфичных молекул. Последние два метода используют для того, чтобы избежать конформационных модификаций молекул лигандов при иммобилизации их на подложке.